# ميشيل فال جان
ميشيل فال جان (بالإنجليزية: Michele Val Jean)‏ هي كاتبة سيناريو أمريكية، ولدت في عقد 1950.

## وصلات خارجية
- ميشيل فال جان على موقع IMDb (الإنجليزية)
- ميشيل فال جان على موقع ديسكوغز (الإنجليزية)
- ميشيل فال جان على موقع قاعدة بيانات الفيلم (الإنجليزية)